# Vlag van Evergem
De vlag van Evergem werd door de gemeenteraad op 21 oktober 1980 officieel vastgesteld als de gemeentelijke vlag van de Oost-Vlaamse gemeente Evergem. Op 7 augustus 1981 werd hij door het koninklijk besluit bevestigd en uiteindelijk gepubliceerd op 12 september 1981 in het officiële Belgisch Staatsblad.
Officieel wordt de vlag beschreven als:
Geel met een zwarte gaande ever met witte slagtanden.
De vlag is gelijk aan het eerste kwart van het gemeentewapen, dit kwartier is het wapen van de voormalige gemeente Evergem. De eerste kwart van het gemeentewapen bestaat uit geel met zwarte gaande ever met witte slagtanden. Slagtanden is een sprekend element die verwijst naar de dorpsnaam. Hij is ook de mascotte is van de gemeente. Het everzwijn is voorzien van een krulstaart. Echte everzwijnen zijn niet zo. Dus hij is een bastaard. Een krulstaart betekent dat het dier gezond is.

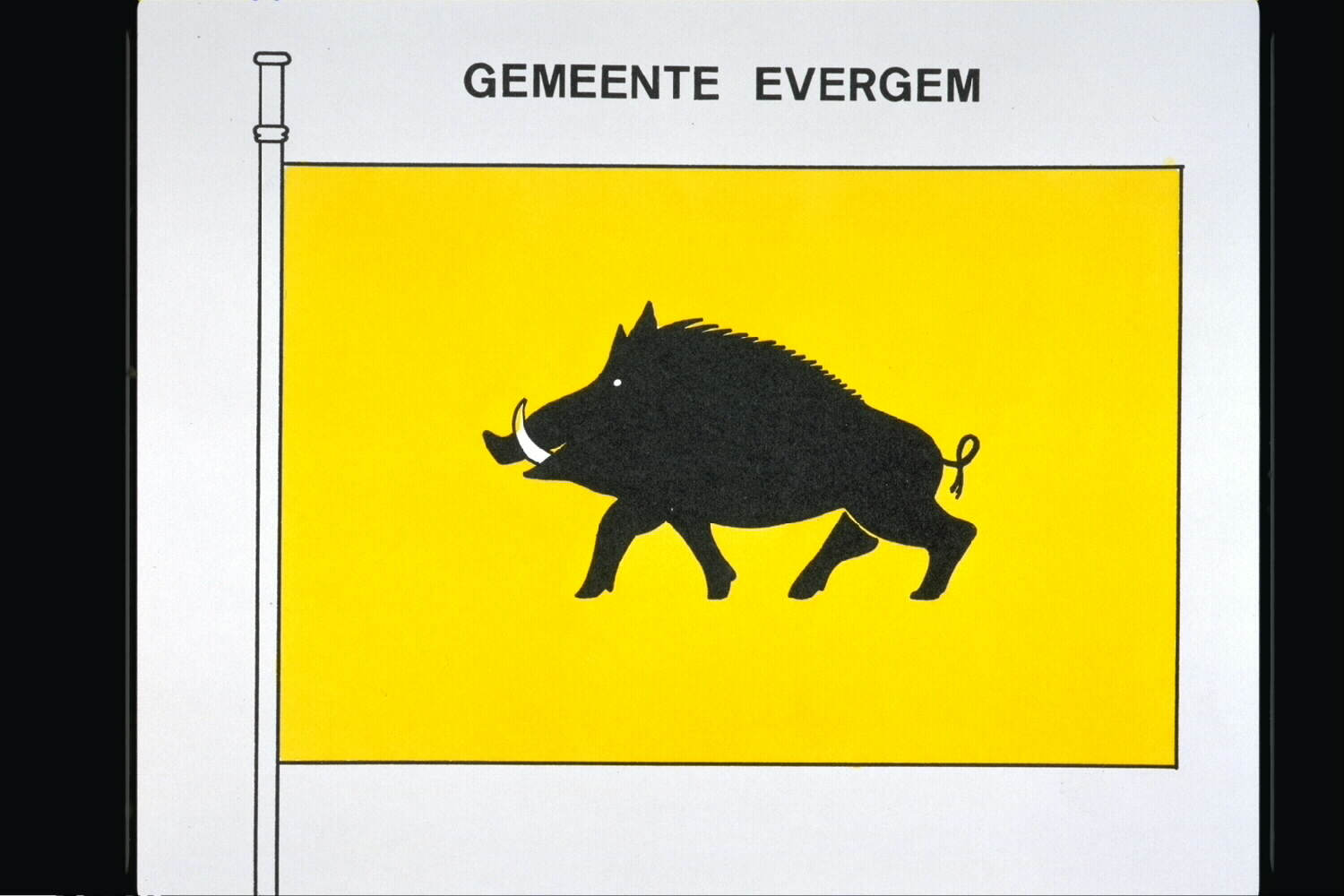
Officiële tekening van de vlag
Oude wapen van Evergem